# Michał Jabłoński (wojskowy)
Michał Jabłoński (ur. 29 września 1897 we wsi Jabłoń-Samsony, zm. 8 lutego 1961 w Białymstoku) – chorąży Wojska Polskiego, działacz niepodległościowy, kawaler Orderu Virtuti Militari.

## Życiorys
Urodził się 29 września 1897 we wsi Jabłoń-Samsony, w rodzinie Wincentego i Marianny Kuleszów. Skończył 3 klasy Szkoły Handlowej w Warszawie. W 1915 wstąpił do Legionu Puławskiego. Od marca 1916 żołnierz dywizjonu ułanów (późniejszego 1 pułku Ułanów Krechowieckich). Od 11 listopada 1918 żołnierz konnego oddziału wywiadowczego Białostockiego pułku strzelców, następnie w 211 Ochotniczym pułku Ułanów Nadniemeńskich, w 1921 przemianowanego na 23 pułk ułanów. Uczestnik wojny 1920. 17 sierpnia 1920 w czasie akcji na umocnione pozycje wroga, zauważył karabin maszynowy zadający straty atakującym, z własnej inicjatywy zdobył go i unieszkodliwił, za co został odznaczony Krzyżem Srebrnym Orderu Wojskowego Virtuti Militari. Po zakończeniu wojny pozostał w służbie zawodowej. W 1933, w stopniu starszego wachmistrza, nadal pełnił służbę w 23 pułku ułanów.
W kampanii wrześniowej 1939 walczył w 4 pułku ułanów. Dostał się do niemieckiej niewoli, do 25 listopada 1940 przebywał w Stalagu III A. Później działał w AK. 

## Ordery i odznaczenia
- Krzyż Srebrny Orderu Wojskowego Virtuti Militari nr 5371 – 25 kwietnia 1922[4]
- Krzyż Walecznych – 1921[5]
- Medal Niepodległości – 16 marca 1933 „za pracę w dziele odzyskania niepodległości”[6]
- Brązowy Krzyż Zasługi – 1932 „za zasługi na polu wyszkolenia wojska”[7]
- Krzyż Zasługi Wojsk Litwy Środkowej – 3 marca 1926[8]
- Medal Pamiątkowy za Wojnę 1918–1921 – 1928[5]
- Medal Dziesięciolecia Odzyskanej Niepodległości – 1928[5]
- Odznaka pamiątkowa I Korpusu Polskiego w Rosji[9]
- Odznaka pamiątkowa 81 pułku strzelców grodzieńskich[9]
- Odznaka pamiątkowa 23 pułku ułanów grodzieńskich[9]
- Medal Zwycięstwa – 1926[5]